# Wolfgang Glück
Wolfgang Glück (* 25. September 1929 in Wien; † 13. Dezember 2023 ebenda) war ein österreichischer Film-, Theater- und Opernregisseur und Drehbuchautor.

## Leben
Glück, aus einer kunstaffinen Familie stammend, besuchte das Akademische Gymnasium und studierte ab 1947 Theaterwissenschaft und Germanistik in Wien und Zürich. Zeitweilig besuchte er zuvor Schauspielkurse am Wiener Max Reinhardt Seminar, stieg aber recht bald wieder aus der Ausbildung aus. Nach Abbruch des Studiums war er in den Jahren 1948 bis 1953 als Regieassistent unter anderem für Berthold Viertel, Hans Thimig, Axel von Ambesser und Josef Gielen am Burgtheater in Wien tätig. Seine erste eigene Regie war eine Inszenierung von Arsenik und Spitzenhäubchen im Theater am Parkring von Erich Neuberg.
Ab 1953 führte er Regie bei über 70 Bühnenstücken und Operninszenierungen, unter anderem am Wiener Burgtheater (1969 bis 1975), am Schauspielhaus Zürich (Liebelei), bei den Wiener Festwochen im Theater an der Wien (Offenbach: Prinzessin von Trapezunt) und am Schauspiel Frankfurt sowie des Weiteren in Bonn, Dortmund, an den Kammerspielen Hamburg, am Berliner Theater, am Theater in der Josefstadt, am Wiener Volkstheater, am Salzburger Landestheater (Jacobowsky, Soyfer: Vineta, Fidelio, La Traviata u. a.), an der Oper Frankfurt (Ariadne auf Naxos), der Volksoper Wien (Hary Janos), der Oper Graz, an Oper und Schauspiel Darmstadt (Tschechow, Feydeau) sowie bei den Bregenzer Festspielen (Haydn-Opern, Hochwälder: Donadieu) und den Salzburger Festspielen (UA Wolf Dietrich).
Von Walter Davy, welcher sein Vorgänger am Burgtheater war, wurde er zum Sender Rot-Weiß-Rot geholt, bei dem er an der satirischen Radiosendung Der Watschenmann als Autor und Regisseur mitarbeitete. Anschließend arbeitete er vier Jahre lang als Regieassistent bei der Filmgesellschaft Schönbrunn-Film. Gegen Ende der 1950er Jahre begann er, Regie bei Filmen zu führen und war zu diesem Zeitpunkt einer der jüngsten Regisseure im deutschsprachigen Raum. Sein Debüt gab er mit Der Pfarrer von St. Michael, mit Erich Auer in der Hauptrolle. Zahlreiche Arbeiten für das deutsche und das österreichische Fernsehen folgten ab 1961. Glück führte beispielsweise bei der ORF-Fernsehserie Elternschule Regie.
Der Schüler Gerber mit Gabriel Barylli und Werner Kreindl erschien 1980 und basiert auf dem gleichnamigen Roman von Friedrich Torberg. Sein Film 38 – Auch das war Wien, basierend auf dem Buch Auch das war Wien von Friedrich Torberg, spielt in Wien nach dem Anschluss Österreichs an das nationalsozialistische Deutsche Reich. Der Film war 1987 in der Kategorie Bester fremdsprachiger Film für den Oscar nominiert.
Glück, der dem Verband der Filmregisseure Österreichs angehörte, fungierte von 1989 an, von Billy Wilder und Fred Zinnemann empfohlen, etwa bis nach 2000 als Mitglied der Academy of Motion Picture Arts and Sciences, die jährlich die Oscars vergibt. „Man muss aber immer Geld zahlen. 250 Dollar im Jahr. Und das mach ich schon lange nicht mehr. […] Wenn man nicht mehr zahlt, ist man raus“, erklärte Glück dazu 2014 in einem Interview.
Von 1994 bis 2003 war Glück (Gast-)Professor für Filmregie an der Filmakademie Wien (Abteilung Film und Fernsehen der Universität für Musik und darstellende Kunst Wien), ab 1997 auch deren Leiter. Daneben war er seit 1971 Lektor am Institut für Theater-, Film- und Medienwissenschaft der Universität Wien. Ferner war er als Gastprofessor in Graz, am Salzburger Mozarteum und am Wiener Max Reinhardt Seminar tätig.
Im Mai 2017 ehrte das Filmarchiv Austria den 87-Jährigen mit einer umfassenden Retrospektive seiner Werke, die im Wiener Metro-Kino lief.
Wolfgang Glück starb am 13. Dezember 2023 im Alter von 94 Jahren in Wien.

## Familie
Wolfgang Glück war der Sohn des Literatur- und Kunsthistorikers Franz Glück, Enkelsohn des Kunsthistorikers Gustav Glück und des Physikers Gustav Jäger sowie Großneffe der Grafikerin Editha Moser. Mütterlicherseits entstammte er der Industriellenfamilie Mautner Markhof und galt somit während der Zeit des Nationalsozialismus als „jüdischer Mischling“. Ein Onkel von ihm war der aus Österreich stammende US-amerikanische Schauspieler Paul Henreid (1908–1992), bekannt aus dem Film Casablanca, der mit seiner Tante Elisabeth Glück verheiratet war. Ebenfalls zur Familie zählte (wenn auch nur für einen kürzeren Zeitraum) deren erster Mann, der Schauspieler Anton Edthofer, ehemals Schwager und Freund seines Vaters.
Von 1962 bis 1967 war Wolfgang Glück mit der Schauspielerin Christiane Hörbiger verheiratet. Er ist Vater zweier Töchter aus seiner zweiten Ehe mit der Schauspielerin Claudia Glück, die ältere ist Judith Glück.

## Auszeichnungen
- 1976 – Adolf-Grimme-Preis mit Silber für Reden und reden lassen (zusammen mit Lida Winiewicz, Michael Füting und Felix von Manteuffel)
- 1987 – Nominierung für den Oscar als Bester fremdsprachiger Film für 38 – Auch das war Wien
- 2004 – Goldenes Ehrenzeichen für Verdienste um das Land Wien

## Filmografie (Auswahl)

### Regie
- 1956: Fuhrmann Henschel (Regieassistent)
- 1957: Der Pfarrer von St. Michael
- 1958: Gefährdete Mädchen
- 1958: Worüber man nicht spricht
- 1959: Das Nachtlokal zum Silbermond
- 1959: Mädchen für die Mambo-Bar
- 1961: … denn das Weib ist schwach
- 1964: Eine Frau ohne Bedeutung
- 1965: Die eigenen vier Wände
- 1965: Cyprienne oder Lassen wir uns scheiden!
- 1968: Das Veilchen
- 1969: Traumnovelle
- 1969: Stellenangebote weiblich
- 1972: Agent aus der Retorte
- 1974: Der Graf von Luxemburg
- 1974: Wunschloses Unglück
- 1976: Das Gebell
- 1978: Strafsache gegen F.
- 1978: Diener und andere Herren
- 1979: Augenblicke – 4 Szenen mit Paula Wessely
- 1980: Die kleine Figur meines Vaters
- 1981: Der Schüler Gerber
- 1981: Tatort – Mord in der Oper (Fernsehreihe)
- 1982: Der Androjäger (Fernsehserie)
- 1984: Julia
- 1985: Ein Mann macht klar Schiff (Fernsehserie)
- 1986: 38 – Auch das war Wien
- 1992: Mord im Wald
- 1995: Es war doch Liebe?

### Drehbuch (Adaption)
- 1957: Dort in der Wachau (Idee)
- 1981: Der Schüler Gerber
- 1986: 38 – Auch das war Wien